# 绵州
绵州，隋朝时设置的州。

绵州在四川省的位置（1820年）

开皇五年（585年）改潼州置，治所在巴西县（今四川省绵阳市东）。辖境相当今四川省绵阳、江油、安县等市县地。大业初年，改为金山郡。唐朝武德元年（618年）复为绵州。天宝元年（742年）改为巴西郡，乾元元年（758年）复为绵州。户六万五千六十六，口二十六万三千三百五十二。下辖八县：巴西县、昌明县、魏城县、罗江县、神泉县、盐泉县、龙安县、西昌县。
宋、元辖境略有变化。宋朝时属成都府路，元朝时属潼川府路，至元二十年（1283年）废巴西县入本州。明朝时属成都府。清朝时，绵州境相当今绵阳、安县、北川、绵竹、梓潼、德阳市县地。雍正五年（1727年），升为綿州直隸州。1913年废，改为绵阳县。盛产井盐和丝绵织物。

## 行政区划

### 唐朝
| 县名   | 现在地名                   | 简介 | 备注 |
| ------ | -------------------------- | --- | ---- |
| 巴西县 | 绵阳市东涪江东岸开元场     | 望。南六里有广济陂，引渠溉田百余顷，垂拱四年，长史樊思孝、令夏侯奭因故渠开；有富乐山；有金，有银，有铁，有盐。 |      |
| 昌明县 | 江油市彰明镇               | 紧。本昌隆县，武德三年析置显武县和文义县。贞观元年省文义县，神龙元年更显武县曰兴圣县，先天元年更昌隆县曰昌明县，开元二年省兴圣县入焉。寻又析巴西县、涪城县、万安县地复置兴圣，二十七年省，地还故属。有北芒山；有盐，有铁。 |      |
| 魏城县 | 绵阳市东北魏城镇           | 上。北五里有洛水堰，贞观六年引安西水入县，民甚利之；有铁，有盐。 |      |
| 罗江县 | 德阳市东北五十里罗江镇     | 中。本万安县，天宝元年更名。北五里有茫江堰，引射水溉田入城，永徽五年，令白大信置；北十四里有杨村堰，引折脚堰水溉田，贞元二十一年，令韦德筑；有白马关；有盐。                                                               |      |
| 神泉县 | 绵阳市安州区南五十里塔水镇 | 上。北二十里有折脚堰，引水溉田，贞观元年开；有铁。 |      |
| 盐泉县 | 绵阳市游仙区玉河镇         | 中。武德三年析魏城县置。有铁。 |      |
| 龙安县 | 北川羌族自治县永昌镇       | 上。本金山县，武德三年更名。有松岭关，开元十八年废；东南二十三里有云门堰，决茶川水溉田，贞观元年筑。 |      |
| 西昌县 | 绵阳市安州区花荄镇         | 中。原为隋朝金山县，武德七年省；永淳元年以隋朝益昌县地置。有铁。 |      |
| 涪城县 | 三台县西北六十里花园镇     | 大历十三年改属梓州 |      |
| 文义县 | 江油市小溪坝镇             | 武德三年置，贞观元年省入昌隆县 |      |
| 显武县 | 江油市九岭乡               | 武德三年置，神龙元年改为兴圣县，开元二年省 |      |
| 兴圣县 | 绵阳市涪城区玉皇镇         | 开元二年置，开元二十七年省 |      |

## 唐朝绵州刺史
- 张道源（武德年间）
- 韦澄（武德年间）
- 刘德威（633年—634年）
- 郑筠（贞观年间）
- 王璋（贞观年间）
- 李素立（贞观末年—永徽初年）
- 李贞（显庆年间）
- 杜善贤（唐高宗时）
- 白大威（武周时）
- 唐启心（武周时）
- 毕重华（武周时）
- 崔融（700年）
- 刘文昭（武周时）
- 王希儁（唐中宗时）
- 孙何师（景云年间）
- 钟绍京（开元初期）
- 薛光（开元前期）
- 陶禹（727年—728年）
- 韦元晟（开元年间）
- 皇甫恂（开元年间）
- 崔慎先（开元年间）
- 王祥（开元年间）
- 薛绘（开元年间）
- 巴西郡太守
- 李奂（761年）
- 严武（761年）
- 杨恺（唐肃宗、唐代宗时）
- 杜济（762年）
- 窦某（763年）
- 乔琳（大历年间）
- 王铤（大历年间）
- 李渐（大历年间）
- 任朏（贞元年间）
- 郭彦（贞元、元和年间）
- 陶锽（807年—808年）
- 韦弘景（814年—816年）
- 韦洪皋（817年）
- 樊宗师（821年）
- 李骈（大和初年）
- 郑绰（831年）
- 裴休（843年）
- 李正卿（844年）
- 王叔政（会昌末年）
- 于兴宗（853年—854年）
- 刘璐（858年前后）
- 萧某（864年—865年）
- 薛逢（865年—866年）
- 皇甫镛（877年之前）
- 高柷（中和、光启年间）
- 杨守厚（891年—895年）
- 李彦徽（896年）
- 王宗佶（乾宁年间）
- 王宗播（唐末）